# كوركي جيمس
كوركي جيمس (بالإنجليزية: Corky James)‏ هو مغن مؤلف وعازف قيثارة أمريكي، ولد في 10 فبراير 1954 في واشنطن العاصمة في الولايات المتحدة.

## وصلات خارجية
- الموقع الرسمي
- كوركي جيمس على موقع ميوزك برينز (الإنجليزية)
- كوركي جيمس على موقع ديسكوغز (الإنجليزية)